# 科普 (印第安納州)
科普（英語：Cope）是位於美國印第安納州摩根縣的一個非建制地區。該地的面積和人口皆未知。